# Fermij
Fermij je umetni kemični element z zaporednim številom 100. Ime je dobil po italijanskem fiziku Enricu Fermiju. Odkrili so ga leta 1952 pri preskušanju prve vodikove bombe.